# Портянкин, Иван Акимович
Иван Акимович Портянкин (4 ноября 1905, Кручи, Екатериновский район — 27 мая 1965, Москва) — советский учёный в области журналистики. Профессор МГУ, доктор исторических наук, первый заведующий кафедрой истории партийно-советской печати факультета журналистики. Главный редактор газет «Красное знамя» (Томск), «Алтайская правда» (Барнаул) и «Социалистическое земледелие» (Москва).

## Биография
Иван Акимович Портянкин родился 4 ноября 1905 года в селе Кручи Саратовской губернии (ныне Екатериновский район Саратовской области) в семье крестьянина Акима Григорьевича Портянкина. В 1908 году переехал вместе с родителями в село Мезенцево (ныне Тюменцевский район Алтайского края). Там в 1917 году Иван Портянкин окончил сельскую школу, работал в хозяйстве отца. В 1920 году, после разгрома колчаковцев и установления в Сибири советской власти, Аким Григорьевич Портянкин, будучи членом ВКП(б) стал одним из организаторов местной сельскохозяйственной коммуны «Смерть капиталу».
В 1920 году в возрасте 15 лет Иван Портянкин вступил в комсомол. Активно занимался общественно-политической работой. В течение без малого четырёх лет был секретарём комсомольской ячейки колхоза. С декабря 1923 года — на освобождённой комсомольской работе. До апреля 1925 года — секретарь Куликовского райкома ВЛКСМ. Затем полгода заведовал политотделом Каменского уездного комитета комсомола. Осенью 1925 года решением Ново-Николаевского губкома ВЛКСМ был командирован для укрепления Панкрушихинской районной комсомольской организации, в которой до октября 1926 года работал секретарём районного комсомольского комитета. С ноября 1926 года по март 1927 года работал инструктором Каменского окружкома ВЛКСМ. Член ВКП(б) с января 1925 года.
С 1922 года на журналистской работе в качестве селькора. Подписывал свои заметки псевдонимом Иван Байкалов. В марте 1927 года как активный селькор был выдвинут Каменским окружкомом ВКП(б) на работу заведующего рабселькоровским отделом Каменской окружной газеты «Наша деревня». С апреля 1928 по август 1929 года работал заместителем ответственного редактора этой газеты.
С сентября 1929 года по март 1932 года учился в Москве во Всесоюзном Коммунистическом институте журналистики имени «Правды». После окончания обучения был оставлен при институте в качестве научного сотрудника, а затем год учился в аспирантуре института. По окончании первого курса аспирантуры И. А. Портянкин был назначен заведующим первым и вторым, а впоследствии и третьим курсами основного отделения Всесоюзного института журналистики. В этой должности находился с апреля 1933 по июль 1934 года.
В июле 1934 года решением Центрального Комитета ВКП(б) И. А. Портянкин был направлен в Новосибирск, в распоряжение Западносибирского Крайкома ВКП(б). С августа 1934 года по сентябрь 1936 года работал инструктором отдела печати Запсибкрайкюма партии. С октября 1936 года по ноябрь 1937 года И. А. Портянкин был ответственным редактором томской городской газеты «Красное знамя» и состоял членом бюро Томского городского комитета ВКП(б). В ноябре 1937 года был выдвинут на пост ответственного редактора краевой газеты «Алтайская правда».
В начале июня 1938 года на предвыборных собраниях Волчихниского избирательного округа был выдвинут кандидатом в депутаты Верховного Совета РСФСР первого созыва. Однако в связи с переездом на другую работу за пределы Алтайского края И. А. Портянкин обратился в Окружную избирательную комиссию с просьбой о снятии своей кандидатуры. Эта просьба была удовлетворена. Вместо И. А. Портянкина кандидатом в депутаты Верховного Совета РСФСР от Волчихниского избирательного округа был выдвинут С. Я. Зинченко.
С 1938 года И. А. Портянкин работал в Москве заместителем редактора газеты «Труд», а затем редактором газеты «Социалистическое земледелие».
После начала Великой Отечественной войны был призван в РККА. Служил на Карельском фронте. Работал начальником отдела информации и военным редактором. С конца 1941 года — заместитель редактора газеты «В бой за Родину», а затем — редактором газеты 7-й воздушной армии «Боевая вахта».
В августе 1945 года вернулся в Москве, где был назначен заместителем редактора центральной газеты ВВС СССР «Сталинский сокол». Вскоре поступил на заочное отделение факультета журналистики Военно-политической академии. Через три года окончил академию и возглавил её кафедру журналистики. Одновременно преподавал на отделении, а затем на факультете журналистики МГУ. В 1960 году вышел в отставку, ушёл из академии и полностью посвятил себя работе в МГУ. Получил учёное звание доцента, затем профессора. В 1961 году диссертацию на соискание учёной степени доктора исторических наук. Был первым заведующим кафедрой истории партийно-советской печати. Часто ездил по стране с лекциями.
Жил в Москве по адресу: улица Арбат, дом 57.
Вернувшись в холодную Москву из жаркого Ташкента, тяжело заболел. Умер 27 мая 1965 года.
Автор трудов по истории большевистской печати, а также исследований по марксистско-ленинскому учению о печати. Был членом правления московской журналистской организации, членом учёных советов такультета журналистики и гуманитарных факультетов МГУ, заместителем председателя совета университета рабкоров.
Был женат на Марие Ивановне Недогарко. У них родилось пятеро дочерей.

## Награды
- Орден Отечественной войны II степени (1944)[2][6]
- Орден Красной Звезды (1956)[2][6]
- Медаль «За боевые заслуги» (1951)[2]
- Медаль «За оборону Советского Заполярья» (1944)[2]
- Медаль «За победу над Германией в Великой Отечественной войне 1941—1945 гг.» (1945)[2]